# Sal·lusti Dionisi
Sal·lusti Dionisi (en llatí: Sallustius Dionysius) va ser un metge grecoromà que cita Plini el Vell a la Naturalis Historia, i que per tant devia viure viure al segle i o potser abans.